# Ansitz Windegg (Kaltern)

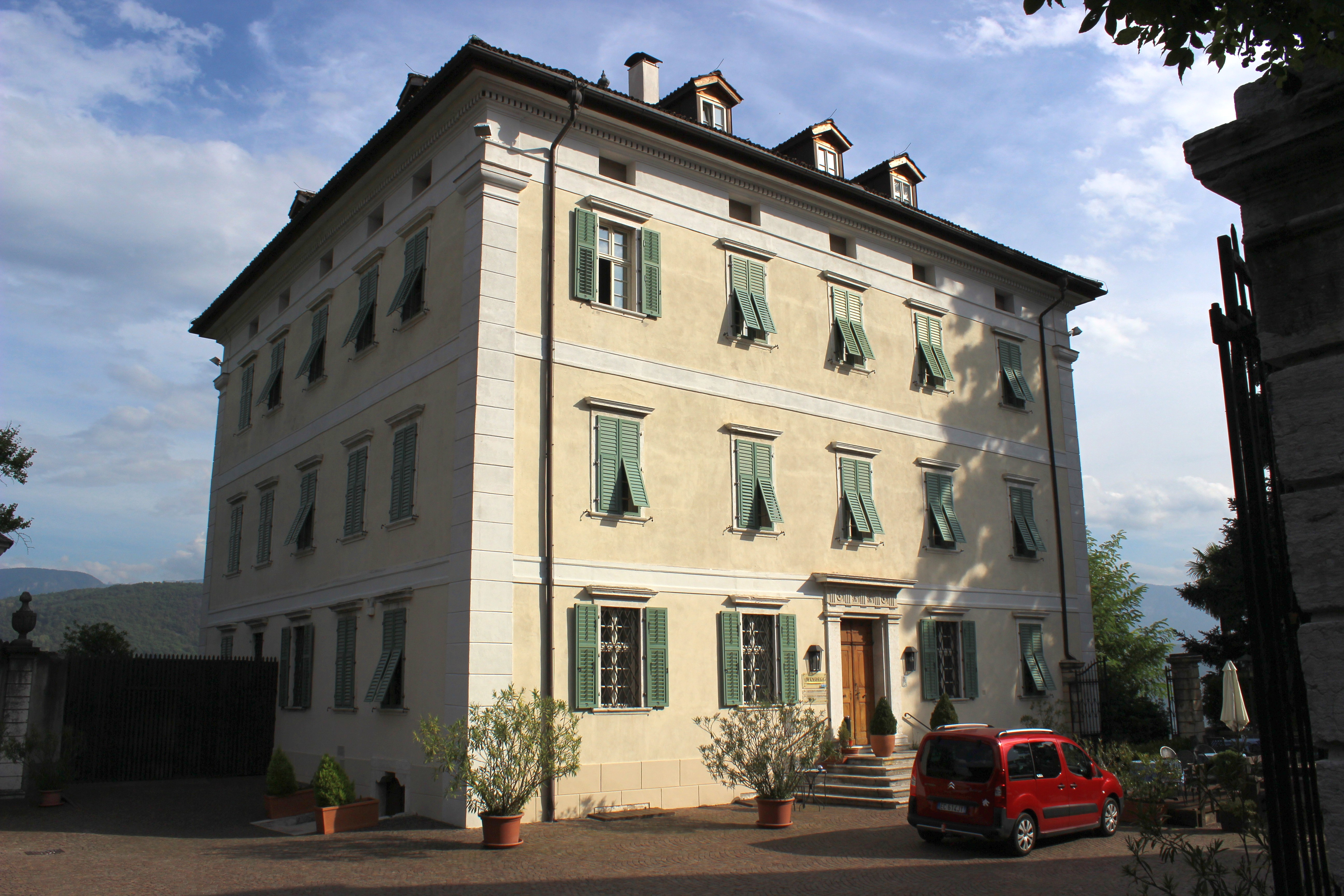
Ansitz Windegg in Kaltern

Der Ansitz Windegg ist ein Edelsitz und geschütztes Baudenkmal in der Gemeinde Kaltern in Südtirol. 

## Geschichte
Der Vorgängerbau, ein mittelalterlicher Wohnturm, war im Eigentum der Edlen von Rottenburg, darauf besaßen 1390 die Reinisch den sogenannten "Reinischturm". Letztere Familie erlosch im 15. Jahrhundert. Spätere Besitzer waren die Morenberg, die danach das Prädikat "von Windegg" führten und 1746 ausstarben. Darauf folgten durch Erbe und Kauf die Veroneser Grafen Puli sowie die Barone von Cles. Seit 1817 war der Eigentümer Johann Nepomuk von Schasser, der das Herrenhaus im Stil des Klassizismus umbauen ließ. Seine Tochter Franziska brachte Windegg an die Familie ihres Mannes Baron Dipauli. Deren Enkel waren Baron Johann Nepomuk und Baronin Pia Dipauli. Das Anwesen steht seit dem 6. Juli 1951 unter Denkmalschutz. 